# Giuseppe Cuscito
Giuseppe Cuscito (* 12. März 1940 in Muggia; † 16. Dezember 2024) war ein italienischer Archäologe und Historiker.

## Leben
Giuseppe Cuscito besuchte das Dante-Alighieri-Gymnasium in Triest und erwarb dort 1958 sein Abitur. Sein Studium der Christlichen Archäologie an der Universität Triest schloss er 1964 mit der Arbeit La solea nelle basiliche paleocristiane (Die Solea in der frühchristlichen Basilika) bei Mario Mirabella Roberti ab. Ab 1971 hatte er eine Assistenzprofessur für die Geschichte des Christentums an der Universität Triest inne. Von 1978 bis 1982 bekleidete er den Lehrstuhl für antike christliche Literatur an derselben Hochschule. Von 1982 bis 2010 war er Professor für Geschichte des Christentums an der Universität Triest.
Cuscito nahm unter anderem an Ausgrabungen in San Canzian d’Isonzo, Aquileia, Castelseprio, San Giovanni del Timavo und im Chorraum der Kathedrale San Giusto in Triest teil. In den 1980er Jahren beauftragte ihn die Stadt Jesolo, die in Antiche Mura ausgegrabenen Mosaikfragmente aus dem 6. Jahrhundert zu untersuchen. Bereits ab 1970 war er sogenannter Ehreninspektor für Archäologie in seiner Heimatstadt Muggia. Dort gründete er auch das Archäologische Museum und die Gemeindebibliothek. Von 1970 bis 2007 war er Sekretär der Società Istriana di Archeologia e Storia Patria (Istrische Gesellschaft für Archäologie und Heimatgeschichte), ab 2010 war er deren Präsident.
In zahlreichen Büchern und über hundert wissenschaftlichen Aufsätzen befasste sich Cuscito mit der Geschichte des Christentums im gesamten adriatischen Raum. Einen Schwerpunkt bildeten dabei die alte römische Stadt Aquileia, die dortige Basilika und ihr kulturelles Umfeld. Als Präsident des Zentrums für Oberadriatische Altertümer leitete er jährlich die Studienwochen zur Geschichte und Gesellschaft von Aquileia. In mehreren Arbeiten befasste er sich mit der Basilika Santa Maria Assunta in Muggia, dem Archäologischen Park in ihrer unmittelbaren Umgebung sowie dem Dom von Muggia.
Giuseppe Cuscito war Träger des Gregoriusordens. Zu seinem 80. Geburtstag im Jahr  2020 wurde er mit einer Festschrift geehrt.

## Schriften (Auswahl)
- Riquadri musivi a destinazione liturgica nelle basiliche paleocristiane dell’alto adriatico. Arti Grafiche Friulane, Udine 1975.
- (mit Lina Galli): Parenzo. Liviana Ed., Padova 1976.
- Cristianesimo antico ad Aquileia e in Istria. Deputazione di Storia Patria per la Venezia Giulia, Trieste 1977.
- Die Basilika San Giusto. Specimen Grafica Editoriale, Bologna 1978.
- Die frühchristlichen Basiliken von Grado. Specimen Grafica Editoriale, Bologna 1981 [2. Aufl. 1996].
- Aquileia. Geschichte, Basiliken, Museen, Ausgrabungen. Fotocromo, Bologna 1981.
- I santi Mauro ed Eleuterio di Parenzo: l’identità, il culto, le reliquie. In: Atti del Centro di Ricerche Storiche Rovigno , 16, 1985/86, S. 33–61.
- Medioevo istriano. Vicende storiche e lineamenti storiografici. In: Atti del centro di ricerche storiche Rovigno, 22, 1992, S. 147–176. (online)
- I Celti nell’Alto Adriatico. Editreg, Trieste 2001.
- (mit Franca Maselli Scotti): I borghi d’altura nel Caput Adriae. Il perdurare degli insediamenti dall’Età del ferro al Medioevo. Editreg, Trieste 2004.
- San Giusto e la tradizione martiriale tergestina. Nel XVII centenario del martirio di San Giusto e per il giubileo d’oro sacerdotale di Mons. Eugenio Ravignani Vescovo di Trieste, Editreg 2005, Trieste 2005.
- L’impianto paleocristiano di Jesolo e i suoi mosaici. Una rilettura critica del monumento dopo gli scavi stratigrafici del 1985−87 e del 1990. Mazzanti, Venezia 2007.
- Signaculum fidei. L’ambiente cristiano delle origini nell’alto adriatico. Aspetti e problemi. Editreg, Trieste 2009.
- Muggia e il suo duomo a 750 anni dalla fondazione. Editreg, Trieste 2014.
- Il Parco Archeologico di Muggia Vecchia. Luglio, San Dorligo della Valle 2016.
- Trieste. Diocesi di frontiera. Storia e storiografia. Editreg, Trieste 2017.